# Lycidas (Gedicht)
Lycidas ist ein Gedicht von John Milton, das 1637 als Pastoral-Elegie geschrieben wurde. Es erschien zunächst 1638 in einer Sammlung von Elegien mit dem Titel Justa Edouardo King Naufrago, die der Erinnerung an Edward King, einen Freund Miltons in Cambridge, gewidmet war. Edward King war ertrunken, als sein Schiff im August 1637 in der Irischen See vor der Küste von Wales sank. Das Gedicht ist 193 Verse lang; es folgt einem unregelmäßigen Reimschema. Während viele andere Gedichte der Sammlung auf Griechisch und Latein geschrieben sind, ist Lycidas eines der auf Englisch geschriebenen Gedichte. 1645 veröffentlichte Milton das Gedicht neu.